# Ministerstvo zemědělství Spojených států amerických
Ministerstvo zemědělství Spojených států (anglicky United States Department of Agriculture, zkráceně USDA) je ministerstvo federální vlády USA odpovědné za formulaci a implementaci federálních zákonů týkajících se zemědělství, lesnictví a potravin. Jeho cílem je uspokojit potřeby zemědělců a chovatelů dobytka, podporovat zemědělský obchod a výrobu, dále zajištění bezpečnosti potravin, ochrana přírodních zdrojů, podpora odlehlých venkovských komunit a boj proti hladu ve Spojených státech a ve světě.
Přibližně 80 % rozpočtu USDA ve výši 141 miliard dolarů jde na potravinový program Food and Nutrition Service (FNS). Největší složkou rozpočtu FNS je program doplňkové výživy Supplemental Nutrition Assistance Program (dříve známý pod názvem Food Stamp program). Tento program poskytuje každý měsíc jídlo více než 40 milionům lidí s nízkými příjmy a bezdomovcům.

## Dějiny
Od počátku založení Spojených států měla americká ekonomika výrazně agrární charakter. V té době úředníci federální vlády usilovali o zlepšení zemědělských výnosů. Hledali v zahraničí nové a vylepšené odrůdy semen, rostlin a zvířat, které by dovezli a patentovali ve Spojených státech. Zemědělská divize patentového úřadu, která za tímto účelem vznikla, se tak stal základem budoucího úřadu zemědělství.
V roce 1849 byl patentový úřad převeden pod nově vytvořené ministerstvo vnitra. 15. května 1862 založil Abraham Lincoln nezávislé ministerstvo zemědělství, v jehož čele stál komisař, který nebyl členem prezidentova kabinetu.